# Carin Cone
Carin Cone est une nageuse américaine née le 18 avril 1940 à Huntington (New York).

## Biographie
Carin Cone dispute l'épreuve du relais 100m dos aux Jeux olympiques d'été de 1956 de Melbourne et remporte la médaille d'argent.